# باغ و عمارت خیابان صبا
باغ و عمارت خیابان صبا مربوط به اواخر دوره قاجار است و در تهران، خیابان انقلاب اسلامی، خیابان صباجنوبی، نبش کوچه سرمد واقع شده و این اثر در تاریخ ۱۱ شهریور ۱۳۸۲ با شمارهٔ ثبت ۹۹۴۴ به‌عنوان یکی از آثار ملی ایران به ثبت رسیده است.